# نقاش ساختمان

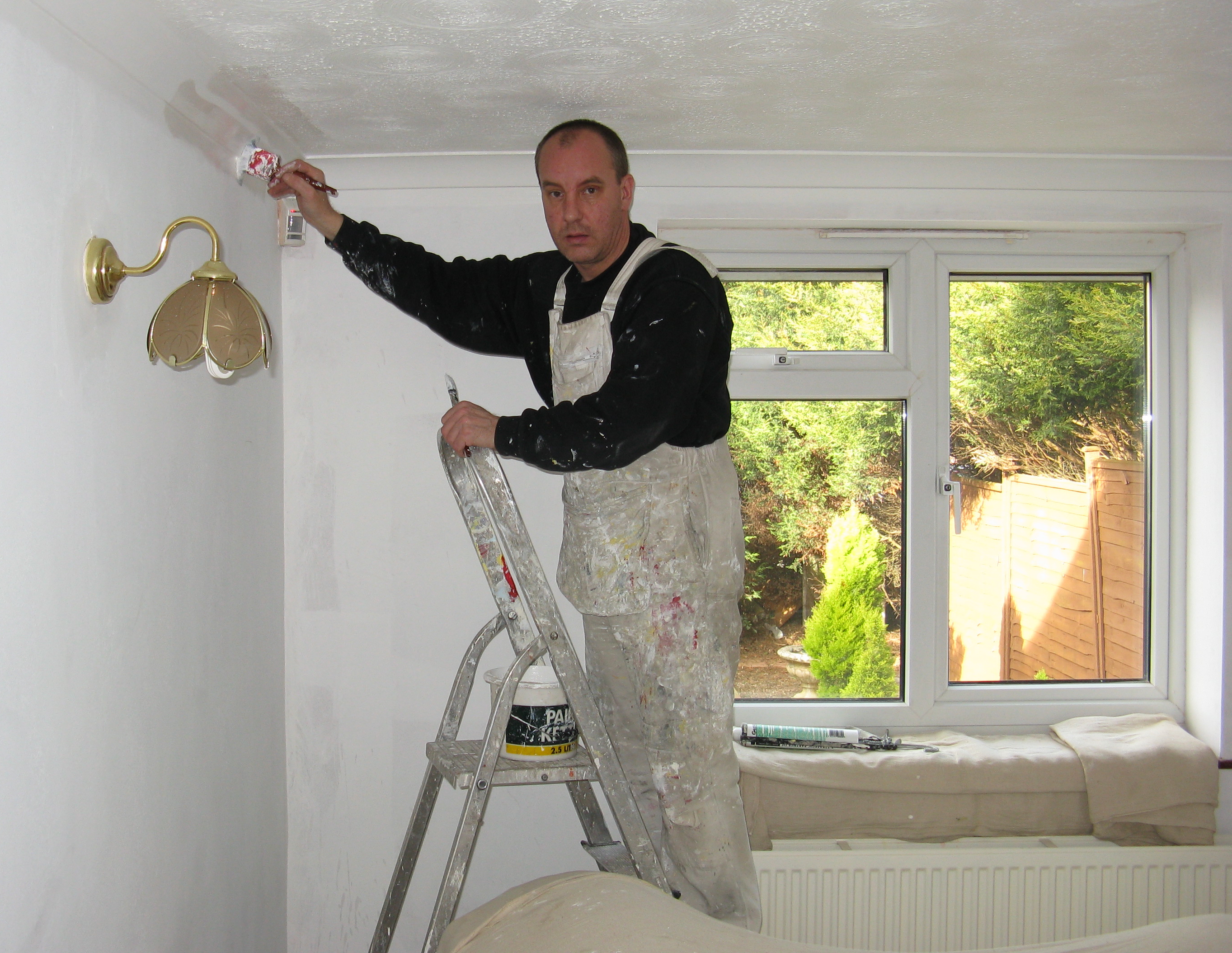
نقاش ساختمان

نقاش ساختمان (به انگلیسی: House painter) کسی است که دیوارهای درونی و در برخی از موردها، دیوارهای بیرونی ساختمان را رنگ‌آمیزی می‌کند.
نقاش ساختمان می‌تواند بیش‌تر بخش‌های داخلی ساختمان را رنگ‌آمیزی کند؛ از جمله آن می‌توان به موردهای زیر اشاره کرد.
- دیوار
- سقف
- درب
- پنجره

## تاریخچه نقاشی ساختمان در ایران
نقاشی ساختمان در ایران از هنگامی که شهرهای نوین به وجود آمده و در این شهرها ساختمان‌هایی به‌فرم اروپا ساخته شد، رواج یافت؛ البته نخست تنها شاهان و درباریان، کاخ‌ها و خانه‌های خود را می‌توانستند رنگ کنند زیرا رنگ‌های مورد به‌کارگیری از اروپا می‌آمد و در ایران تولید نمی‌شد؛ به این دلیل هزینه‌ی رنگ‌آمیزی بسیار بالا می‌رفت و در توان هر کسی نبود تا خانه‌ی خود را رنگ کند. اما رفته رفته و با ساخت کارخانه‌های تولید رنگ در ایران، در توان بیش‌تر همگان بود تا خانه‌های خود را رنگ‌آمیزی کنند.

## ابزار مورد به‌کارگیری

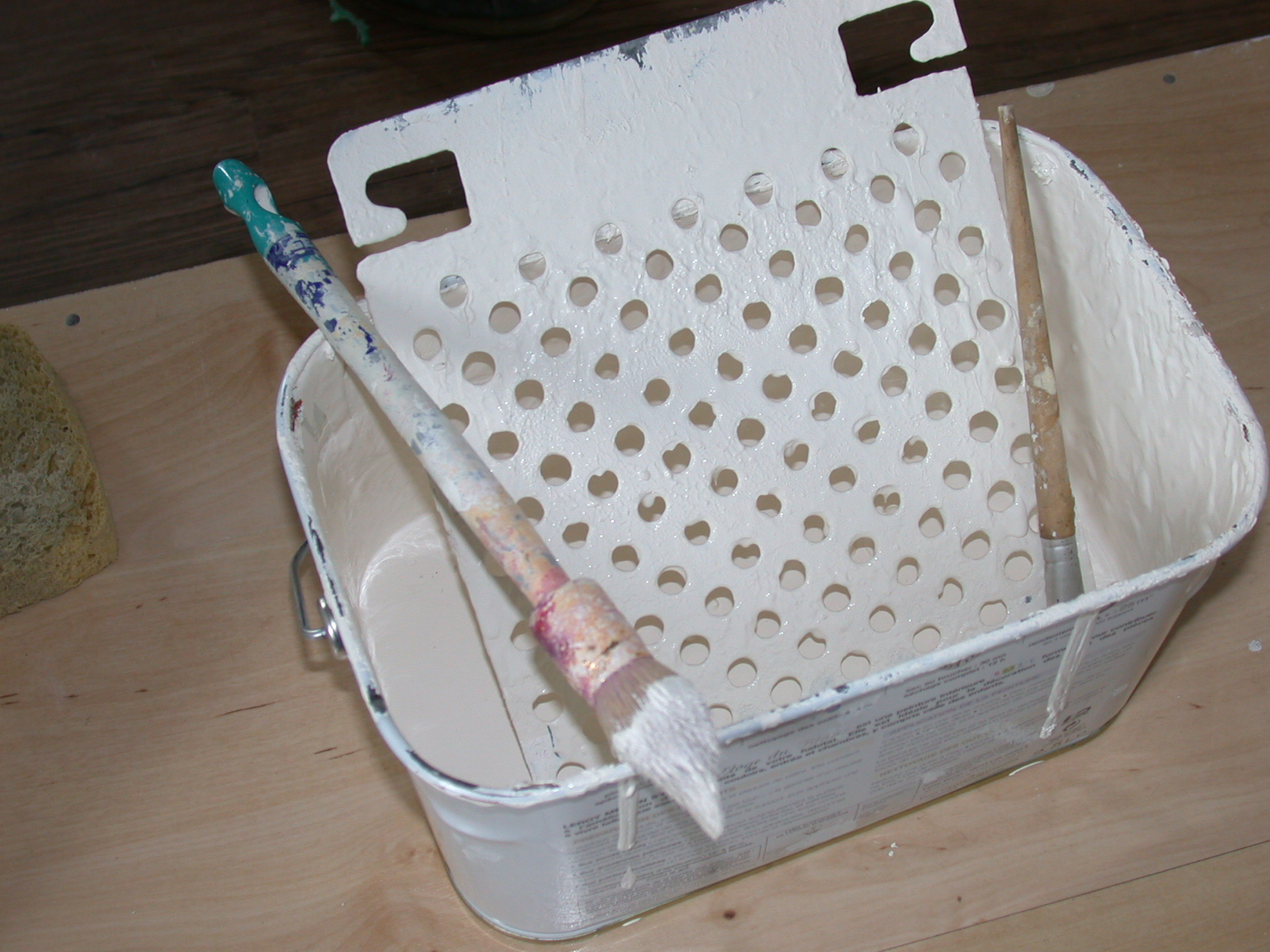
برخی از ابزار رنگ کردن ساختمان، در نگاره قلم‌مو نمایان است

- سنباده
- رنگ
- تینر
- گچ
- قلم‌مو
- نردبان

## چگونگی کار
بیش‌تر کار نقاش بر روی دیوار می‌باشد و نخست باید زیرسازی را انجام دهد یعنی باید سطح کار را با استفاده از بتونه پوشاند و سپس با سنباده زدن بر دیوار، آن را نرم کرده تا هنگامی که رنگ را بر دیوار می‌زند، رنگ به درستی بر روی دیوار بنشیند تا دیوار دارای برآمدگی و فرورفتگی نباشد.